# Caloptilia leptophanes
Caloptilia leptophanes là một loài bướm đêm thuộc họ Gracillariidae. Loài này sinh sống ở Nam Phi và Nigeria.